# 宋大凡
宋大凡（1930年2月—2014年7月30日），山东黄县人，中华人民共和国政治人物。
曾经担任成都电讯工程学院二系副主任、主任，副院长。后升任四川省委常委，省科委主任。1984年2月至1986年8月，兼任省科协副主席，四川省人大常委会副主任。2014年7月30日在成都逝世。